# Landtagswahlkreis Remscheid – Oberbergischer Kreis III
Der Landtagswahlkreis Remscheid – Oberbergischer Kreis III (Organisationsziffer 36) ist einer von derzeit 128 Wahlkreisen in Nordrhein-Westfalen, die jeweils einen mit der einfachen Mehrheit direkt gewählten Abgeordneten in den Landtag entsenden.
Der Wahlkreis 36 Remscheid umfasst das Gebiet der kreisfreien Großstadt Remscheid. Weiterhin umfasst der Wahlkreis seit 2017 die Stadt Radevormwald im Oberbergischen Kreis.
Zur Landtagswahl 2022 trug der Wahlkreis den amtlichen Namen Remscheid I – Oberbergischer Kreis III. Der Grund: Bei der Neuabgrenzung war zunächst geplant, einen Stimmbezirk der Stadt Remscheid einem Solinger Wahlkreis zuzuordnen und diesen in Solingen I – Remscheid II umzubenennen. Im letztendlich beschlossenen Gesetz wurde die Aufteilung des Stadtgebiets rückgängig gemacht, die Änderung des Wahlkreisnamens jedoch nicht berücksichtigt. So wurde der neue Name des Wahlkreises beibehalten, obwohl es keinen zweiten Wahlkreis auf Remscheider Stadtgebiet gibt.

## Landtagswahl 2022
| Landtagswahl in Nordrhein-Westfalen 2022 – WK Remscheid – Oberbergischer Kreis IIIZweitstimmen %403020100 36,6 %28,1 %14,4 %6,8 %6,0 %2,2 %1,3 %0,9 %0,8 %0,5 %0,4 %2,0 % CDUSPDGrüneAfDFDPLinkeTierschutzPARTEIBasisFWPiratenSonst.Gewinne und Verlusteim Vergleich zu 2017 %p 10 8 6 4 2 0 −2 −4 −6 −8+5,0 %p−3,3 %p+9,1 %p−1,8 %p−6,7 %p−2,9 %p+1,3 %p+0,3 %p+0,8 %p+0,1 %p−0,7 %p−1,2 %pCDUSPDGrüneAfDFDPLinkeTierschutzPARTEIBasisFWPiratenSonst. |

| Gegenstand der Nachweisung | Gegenstand der Nachweisung | Erst- stimmen | Erst- stimmen | Zweit- stimmen | Zweit- stimmen |
| Bewerber                   | Partei                     | Anzahl        | %             | Anzahl         | %              |
| -------------------------- | -------------------------- | ------------- | ------------- | -------------- | -------------- |
| Wahlberechtigte            | Wahlberechtigte            | 92.107        | 92.107        | 92.107         | 92.107         |
| Wähler                     | Wähler                     | 46.313        | 46.313        | 46.313         | 46.313         |
| Ungültige Stimmen          | Ungültige Stimmen          | 548           | 1,2           | 409            | 0,9            |
| Gültige Stimmen            | Gültige Stimmen            | 45.765        | 98,8          | 45.904         | 99,1           |
| davon                      |                            |               |               |                |                |
| Jens-Peter Nettekoven      | CDU                        | 17.306        | 37,8          | 16.779         | 36,6           |
| Sven Wolf                  | SPD                        | 15.632        | 34,2          | 12.919         | 28,1           |
| Torben Clever              | FDP                        | 2.408         | 5,3           | 2.753          | 6,0            |
| Nicolai Marre              | AfD                        | 3.266         | 7,1           | 3.123          | 6,8            |
| David Schichel             | GRÜNE                      | 5.675         | 12,4          | 6.598          | 14,4           |
| Peter Lange                | DIE LINKE                  | 1.478         | 3,2           | 1.002          | 2,2            |
|                            | PIRATEN                    |               |               | 175            | 0,4            |
|                            | Die PARTEI                 | 397           | 0,9           |                |                |
|                            | FREIE WÄHLER               | 245           | 0,5           |                |                |
|                            | BIG                        | 52            | 0,1           |                |                |
|                            | ÖDP                        | 53            | 0,1           |                |                |
|                            | Volksabstimmung            | 44            | 0,1           |                |                |
|                            | MLPD                       | 13            | 0,0           |                |                |
|                            | DIE VIOLETTEN              | 22            | 0,1           |                |                |
|                            | Gesundheitsforschung       | 63            | 0,1           |                |                |
|                            | ZENTRUM                    | 31            | 0,1           |                |                |
|                            | DKP                        | 9             | 0,0           |                |                |
|                            | dieBasis                   | 352           | 0,8           |                |                |
|                            | DSP                        | 32            | 0,1           |                |                |
|                            | du.                        | 23            | 0,1           |                |                |
|                            | LIEBE                      | 66            | 0,1           |                |                |
|                            | FAMILIE                    | 139           | 0,3           |                |                |
|                            | neo                        | 54            | 0,1           |                |                |
|                            | Die Humanisten             | 45            | 0,1           |                |                |
|                            | PdF                        | 43            | 0,1           |                |                |
|                            | LfK                        | 43            | 0,1           |                |                |
|                            | Tierschutzpartei           | 592           | 1,3           |                |                |
|                            | Team Todenhöfer            | 108           | 0,2           |                |                |
|                            | Volt                       | 129           | 0,3           |                |                |

## Landtagswahl 2017
Wahlberechtigt zur Landtagswahl 2017 waren 93.925 Einwohner des Wahlkreises. Die Wahlbeteiligung lag bei 55,1 %.
| Direktkandidat        | Erststimmen in % | Partei   | Zweitstimmen in % |
| --------------------- | ---------------- | -------- | ----------------- |
| Sven Wolf             | 36,1             | SPD      | 30,5              |
| Jens-Peter Nettekoven | 38,5             | CDU      | 32,5              |
| Jutta Velte           | 4,3              | GRÜNE    | 5,2               |
| Jörg von Polheim      | 8,1              | FDP      | 13,0              |
| –                     | –                | PIRATEN  | 1,1               |
| Fritz Beinersdorf     | 4,9              | LINKE    | 4,9               |
| Andreas Keith-Volkmer | 7,3              | AfD      | 8,5               |
| Sonstige              | 0,7              | Sonstige | 4,3               |

Neben dem Wahlkreissieger Jens-Peter Nettekoven (CDU), der den Wahlkreis nach zwei Wahlperioden von der SPD zurückgewinnen konnte, wurden der bisherige Wahlkreisabgeordnete Sven Wolf (SPD) und der AfD-Kandidat Andreas Keith-Volkmer über die Landeslisten ihrer Parteien gewählt.

## Landtagswahl 2012
Wahlberechtigt zur Landtagswahl 2012 waren 79.758 Einwohner des Wahlkreises. Die Wahlbeteiligung lag bei 55,1 %.
| Direktkandidat        | Erststimmen in % | Partei   | Zweitstimmen in % |
| --------------------- | ---------------- | -------- | ----------------- |
| Jens-Peter Nettekoven | 30,6             | CDU      | 23,5              |
| Sven Wolf             | 43,5             | SPD      | 37,9              |
| Jutta Velte           | 7,0              | GRÜNE    | 10,1              |
| Michael Kleinbongartz | 6,0              | FDP      | 10,0              |
| Axel Behrend          | 3,2              | LINKE    | 2,8               |
| Andreas Kenke         | 9,7              | PIRATEN  | 8,6               |
| -                     | -                | Sonstige | 7,1               |

## Landtagswahl 2010
Wahlberechtigt zur Landtagswahl 2010 waren 81.021 Einwohner des Wahlkreises. Die Wahlbeteiligung lag bei 55,4 %.
| Direktkandidat               | Erststimmen in % | Partei   | Zweitstimmen in % |
| ---------------------------- | ---------------- | -------- | ----------------- |
| Roswitha Müller-Piepenkötter | 33,8             | CDU      | 32,5              |
| Sven Wolf                    | 40,5             | SPD      | 33,9              |
| Jutta Velte                  | 7,8              | GRÜNE    | 10,6              |
| Benjamin Becker              | 6,8              | FDP      | 7,7               |
| Axel Behrend                 | 6,2              | LINKE    | 6,5               |
| Robert Klein                 | 1,2              | PIRATEN  | 1,5               |
| Oliver Sieber                | 3,7              | pro NRW  | 3,6               |
| -                            | -                | Sonstige | 3,7               |

## Landtagswahl 2005
Wahlberechtigt zur Landtagswahl 2005 waren 83.298 Einwohner des Wahlkreises. Die Wahlbeteiligung lag bei 58,6 %.
Bei der Landtagswahl in Nordrhein-Westfalen 2005 am 22. Mai 2005 erreichten die im Wahlkreis angetretenen Parteien folgende Prozentzahlen der abgegebenen gültigen Stimmen:
CDU 43,2, SPD 37,0, FDP 8,1, Grüne 4,8, WASG 3,1, REP 1,3, NPD 1,1, PDS 1,0, ödp 0,3.
Direkt gewählte Abgeordnete des Wahlkreises Remscheid war 2005 Elke Rühl (CDU).
| Direktkandidat 2005    | Partei | 2005 Stimmen in % | 2000 Stimmen in % |
| ---------------------- | ------ | ----------------- | ----------------- |
| Hans-Peter Meinecke    | SPD    | 37,0              | 42,6              |
| Elke Rühl              | CDU    | 43,2              | 34,5              |
| Peter Volker Recknagel | FDP    | 8,1               | 12,3              |
| David Schichel         | GRÜNE  | 4,8               | 5,4               |
| Manfred Eckart         | REP    | 1,3               | 1,4               |
| Jens Zwinscher         | PDS    | 1,0               | 1,3               |
| Nico Schiemann         | NPD    | 1,1               | -                 |
| Jörg Hucklenbroich     | ödp    | 0,3               | -                 |
| Marko Röhrig           | WASG   | 3,1               | -                 |

## Geschichte
Der Wahlkreis umfasst seit 1947 die kreisfreie Stadt Remscheid, deren Gebiet bei der Kommunalreform 1975 geringfügig verändert wurde, sowie seit 2017 die Gemeinde Radevormwald im Oberbergischen Kreis.
| Wahl | Wahlkreisname | Wahlkreissieger       | Partei |
| ---- | ------------- | --------------------- | ------ |
| 2017 | 35 Remscheid  | Jens-Peter Nettekoven | CDU    |
| 2012 | 35 Remscheid  | Sven Wolf             | SPD    |
| 2010 | 35 Remscheid  | Sven Wolf             | SPD    |
| 2005 | 35 Remscheid  | Elke Rühl             | CDU    |
| 2000 | 40 Remscheid  | Hans-Peter Meinecke   | SPD    |
| 1995 | 37 Remscheid  | Hans-Peter Meinecke   | SPD    |
| 1990 | 37 Remscheid  | Robert Schumacher     | SPD    |
| 1985 | 37 Remscheid  | Robert Schumacher     | SPD    |
| 1980 | 37 Remscheid  | Robert Schumacher     | SPD    |
| 1975 | 53 Remscheid  | Heinz Janssen         | SPD    |
| 1970 | 53 Remscheid  | Heinz Janssen         | SPD    |
| 1966 | 53 Remscheid  | Hans Potyka           | SPD    |
| 1962 | 50 Remscheid  | Gerd Ludwig Lemmer    | CDU    |
| 1958 | 50 Remscheid  | Gerd Ludwig Lemmer    | CDU    |
| 1954 | 50 Remscheid  | Walter Frey           | SPD    |
| 1950 | 50 Remscheid  | Walter Scheel         | FDP    |
| 1947 | 50 Remscheid  | Hugo Paul             | KPD    |